# C4MIP
C4MIP (con más detalle, acrónimo del inglés: Coupled Carbon Cycle Climate Model Intercomparison Project (Proyecto Conjunto Ciclo de carbono y modelos climáticos) es un proyecto conjunto entre el International Geosphere-Biosphere Programme (IGBP) y el Programa Mundial de Estudios sobre el Clima (WCRP). Es un proyecto de modelos intercomparativos a lo largo de líneas del Proyecto Comparativo de modelos atmosféricos, y con modelos climáticos globales que incluye el ciclo del carbono interactivo.